# Bartlow End
Bartlow End var en civil parish, nu i civil parish Ashdon, i distriktet Uttlesford i grevskapet Essex i England. Parish är belägen 4 km från Bartlow. Det inkluderade en del av Ashdon. Parish hade 84 invånare år 1931. År 1946 blev den en del av Ashdon.